# Classe Canarias
A Classe Canarias foi uma classe de cruzadores pesados operada pela Armada Espanhola, composta pelo Canarias e Baleares. Suas construções começaram em agosto de 1928 na Sociedad Española de Construcción Naval em Ferrol, porém suas obras passaram por muitos atrasos e só foram lançados ao mar em 1931 e 1932, sendo apressados para entrarem serviço em 1936 devido à Guerra Civil Espanhola. A classe foi concebida com o objetivo de garantir comunicações com as Ilhas Canárias e Baleares. Seu projeto aderiu às limitações impostas pelos termos do Tratado Naval de Washington de 1922, sendo muito baseado na Classe County da Marinha Real Britânica.
Os dois cruzadores da Classe Baleares, como originalmente projetados, eram armados com uma bateria principal composta por oito canhões de 203 milímetros montados em quatro torres de artilharia duplas. Tinham um comprimento de fora a fora de 193 metros, boca de dezenove metros, calado de cinco metros e um deslocamento carregado de treze mil toneladas. Seus sistemas de propulsão eram compostos por oito caldeiras a óleo combustível que alimentavam quatro conjuntos de turbinas a vapor, que por sua vez giravam duas hélices até uma velocidade máxima de 33 nós (61 quilômetros por hora). Os navios eram protegidos por um cinturão com 51 milímetros de espessura.
Os navios foram tomados no final de suas construções pelos nacionalistas espanhóis, lutando por este lado na Guerra Civil Espanhola. Eles enfrentaram e afundaram diversas embarcações republicanas e também participaram de ações de bombardeio. O Canarias serviu de capitânia dos nacionalistas. O Baleares acabou afundado em março de 1938 durante a Batalha do Cabo de Palos depois de ser torpedeado várias vezes. O Canarias continuou servindo pacificamente após o fim da guerra, recebendo modificações com o passar dos anos. Não participou da Segunda Guerra Mundial porque a Espanha permaneceu neutra. Foi descomissionado em 1975 e desmontado entre 1978 e 1979.